# École Tebrotzassère
L’école Tebrotzassère (en arménien Դպրոցասէր վարժարան, littéralement « école de l'amour de l'école ») est une école franco-arménienne privée fondée le 1er mai 1879 à Constantinople et qui se trouve actuellement au Raincy, en banlieue parisienne.

## Historique

### Dans l'Empire ottoman(1879 – début des années 1920)

#### Fondation et débuts (1879 – début des années 1890)
Le 1er mai 1879 est créée l'« Association des Dames Arméniennes Amies des Écoles Tebrotzassère » (A.D.A.A.E.T., en arménien Դպրոցասէր Տիկնանց Ընկերութիւն) à Ortaköy, dans la banlieue de Constantinople. Cette association est fondée sur l'initiative de quelques anciennes élèves du collège arménien Hripsimian de l'Institution Gabriel Nèrtchabouh : Takouhie Balthazarian et sa sœur Anna (ou Annig) Tchayan, Armavénie Shaguian Minassian, Zabel Findikian, Araxie Gulbenkian et Nouritza (ou Nourig) Simonian (morte début 1929).

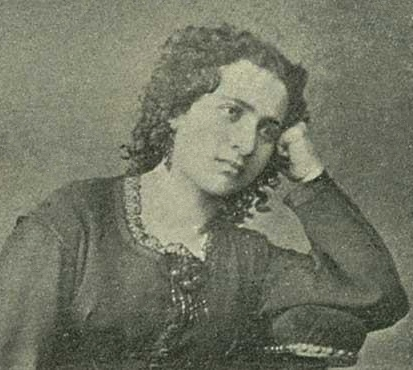
L'écrivaine et intellectuelle arménienne Serpouhi Dussap.

Son premier conseil d'administration est composé de Nazli Vahan (ou Vahanian), première présidente, de sa fille Serpouhi Dussap (qui lui succède au poste de présidente), de Zabel Findikian, d'Araxie Gulbenkian, de Noémie Kapamadjian (fille de Nubar Pacha et donc sœur de Boghos Nubar Pacha) et d'Anna Tchayan.
Son but est alors de former des institutrices chargées d'enseigner l'arménien dans les provinces turques de l'est peuplées majoritairement d'Arméniens, (voir population arménienne ottomane), provinces aussi connues sous le nom des six vilayets.
L'A.D.A.A.E.T. semble particulièrement attachée à la culture et à la littérature française, prenant notamment contact en 1882 avec Marie Godefroy le Goupill, devenue princesse Marie de Lusignan à la suite de son mariage avec Ambroise Calfa Nar Bey (alias Guy de Lusignan). La princesse est connue pour son œuvre de charité envers les Arméniens, tentant par exemple de fonder une société internationale de bienfaisance nommée « L'Arménophile » ayant pour but d'élever et éduquer en France des jeunes arméniennes orphelines puis les renvoyer en Orient « en y portant les principes de la civilisation française et devenir, à leur tour, institutrices » (mais la France s'oppose à sa création). Les Dames lui adressent ainsi, dans une lettre datée du 28 juillet 1882, « la prière d'obtenir, par sa puissante et gracieuse médiation, un portrait de Victor Hugo, revêtu de sa signature », la princesse étant proche de l'écrivain. Elle leur répond le 19 août que lorsque « L'Arménophile » sera fondée, elle aura besoin de leur concours pour mener à bien son action, ayant le but commun de « la régénération de la nation [arménienne] par l'école ». De plus, elle consent à leur demande de portrait : « Malgré ma ferme résolution de ne plus rien demander à mon illustre ami Victor Hugo, le grand génie qui domine notre siècle, j'ai voulu faire néanmoins une exception en votre faveur. Accédant à votre vif désir, je lui ai fait signer pour vous une de ses grandes photographies et je vous l'offre. Je lui ai fait lire aussi la lettre que vous lui avez écrite. Il l'a trouvée charmante et remplie des plus nobles sentiments patriotiques ; il vous en remercie. Avec son portrait, son esprit et son cœur seront toujours au milieu de vous ».
En 1889, l'école quitte Ortaköy et emménage dans le quartier de Koum-Kapou (Kumkapı en turc), où elle est hébergée dans de meilleures conditions. À cette date, elle comprend 30 pensionnaires et 150 externes.

#### Persécutions contre les Arméniens et ouverture de l'orphelinat (1895 – début des années 1920)
En 1895, l'école est fermée par ordre du sultan Abdülhamid II et l'A.D.A.A.E.T. cesse alors ses activités.
L'association se reforme et reconstitue son financement entre le 27 septembre 1908 et février 1909. En 1909, l'école rouvre ses portes avec 42 pensionnaires et 33 externes. Après les massacres d'Adana en avril de la même année, les Dames décident de prendre en charge 30 très jeunes orphelines venues de Cilicie et créent alors l'école primaire mais toujours avec l'objectif de former des institutrices. L'école se compose ainsi d'une classe primaire et de quatre classes d'enseignement supérieur. Elle est alors dirigée par Takouhie Baltazarian aidée par d'anciennes élèves : Aguliné Boyadjian, Yermoné Roupen, Serpouhie Gourdiguian et Mannig Khodjassarian.
Entre 1909 et 1915, l'école connaît une période plutôt prospère. Depuis sa création, Tebrotzassère est parvenue à former plus de 300 institutrices parties enseigner dans les provinces arméniennes éloignées.
Pendant le génocide des Arméniens, toutes les activités communautaires cessent mais Tebrotzassère garde son école avec son corps enseignant, ses pensionnaires et ses externes. La plupart des Dames de l'Association, ayant épousé des intellectuels, sont avec eux persécutées et doivent se cacher. La responsabilité de la direction incombe alors à une ou deux des adhérentes de l'Association, rôle assumé principalement par Takouhie Balthazarian. Il reste alors dans la caisse de l'école les fonds récoltés au Caucase, qui lui permettent de subsister à une époque où elle accueille de plus en plus de pupilles du fait du génocide. Malheureusement, le bâtiment de Koum-Kapou, qui abrite l'école, prend feu et ses occupants ont tout juste le temps de s'enfuir. Takouhie Balthazarian les regroupe dans la « Maison de Jérusalem » jusqu'à ce qu'elle puisse louer un autre bâtiment et, se mettant d'accord avec une autre des fondatrices, Armavénie Minassian, elles réunissent les Écoles Tebrotzassère. L'enseignement continue à être prodigué tant bien que mal, dans de très mauvaises conditions.

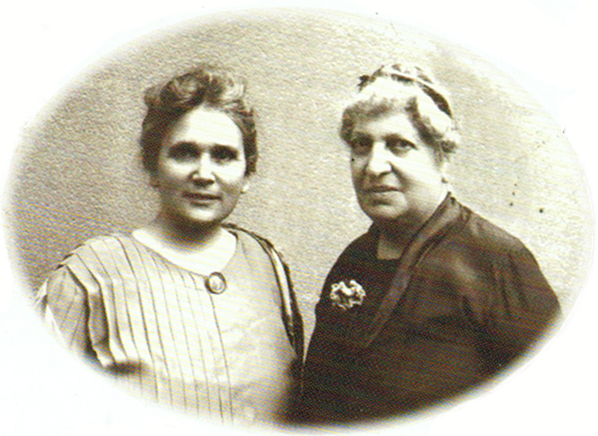
Aguliné Mourad Boyadjian et Takouhie Balthazarian.

Après l'armistice de Moudros (1918) qui met fin à la Première Guerre mondiale dans cette région du monde, les anciennes membres de l'Association rejoignent leurs amies et décident de créer un nouvel orphelinat, y recueillant 300 orphelines qui leur ont été confiées par les organismes officiels de bienfaisance qui subventionnent l'orphelinat par une contribution financière de 5 pièces d'or par mois. L'équipe dirigeante, qui est alors composée de Takouhie Balthazarian, Aguliné Mourad Boyadjian (1881-1958, veuve du fédaï Hampartsoum Boyadjian) et Hodjassarian, a ainsi à sa charge 500 enfants et jeunes filles. Grâce au cardinal italien Angelo Maria Dolci et Mme Asdiné Servitchen, l'école des frères Guédig-Pacha est mise à leur disposition et, petit à petit, l'école primaire de l'école Tebrotzassère est reformée ainsi que les trois classes d'enseignement supérieur. Cependant, cette location ne dure que six mois, forçant les Dames à s'installer dans le palais Nechan-Tach, où la vie de l'école et de l'orphelinat semble retrouver un semblant de normalité. Mais les persécutions reprennent toutefois et le palais est incendié : Tebrotzassère est provisoirement recueillie par l'école Essayan, puis se réinstalle dans un petit bâtiment de Nechan-Tach où il est pratiquement impossible d'enseigner. Enfin, et après de nombreuses démarches, les Dames obtiennent l'autorisation de s'installer dans l'orphelinat de garçons de Takedur, qui emménage quant à lui dans un bâtiment rénové.

### Départ de Turquie et arrivée en Grèce puis en France (1922-1928)

#### Exil en Grèce et démarches pour émigrer en France (1922-1924)
En 1922, 90 orphelines accompagnées par Takouhie Balthazarian et Aguliné Boyadjian, alors secrétaire générale et administratrice de l'orphelinat, transitent à Izmir puis se rendent à Salonique (Grèce). Trois bâtiments y sont loués, locaux où vraisemblablement le reste des orphelines et du personnel se rend en 1923. L'école y installe ainsi son siège entre avril 1923 et le 30 septembre 1924. Mais dès le 22 août 1924, les Dames sont priées d'évacuer les lieux, leur location étant parvenue à terme. Le mauvais climat, les conditions défavorables et les difficultés font que les Dames ont besoin d'une solution. Ainsi, le diplomate et membre important de l'Union générale arménienne de bienfaisance (UGAB) Gabriel Noradounghian (il réside alors à Paris), l'archevêque Vramchabouh Kibarian d'Artchouguentz (1855-1944) et S. Nichan Kalebdjian (protégé français, ancien drogman du consulat général de France à Constantinople et attaché à la sous-direction d'Asie-Océanie du Ministère des Affaires Étrangères français dans les années 1910) intercèdent en faveur de l'A.D.A.A.E.T. auprès du Ministère des Affaires Étrangères, permettant à l'association d'obtenir le droit d'émigrer en France. Ainsi, le 19 septembre 1924, un visa collectif est donné par la France pour 95 enfants et 2 institutrices.

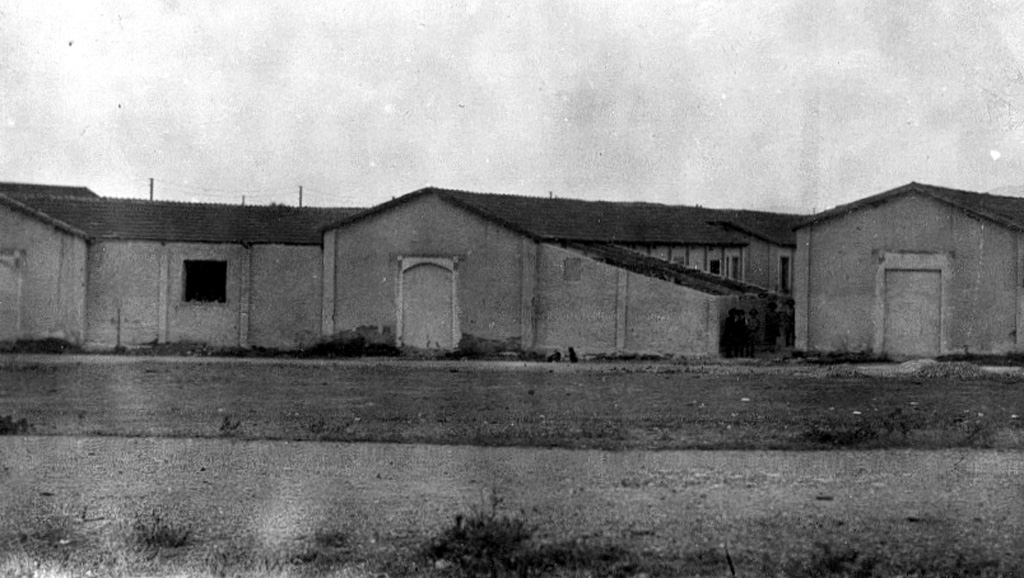
L'école Tebrotzassère à Salonique au début des années 1920.
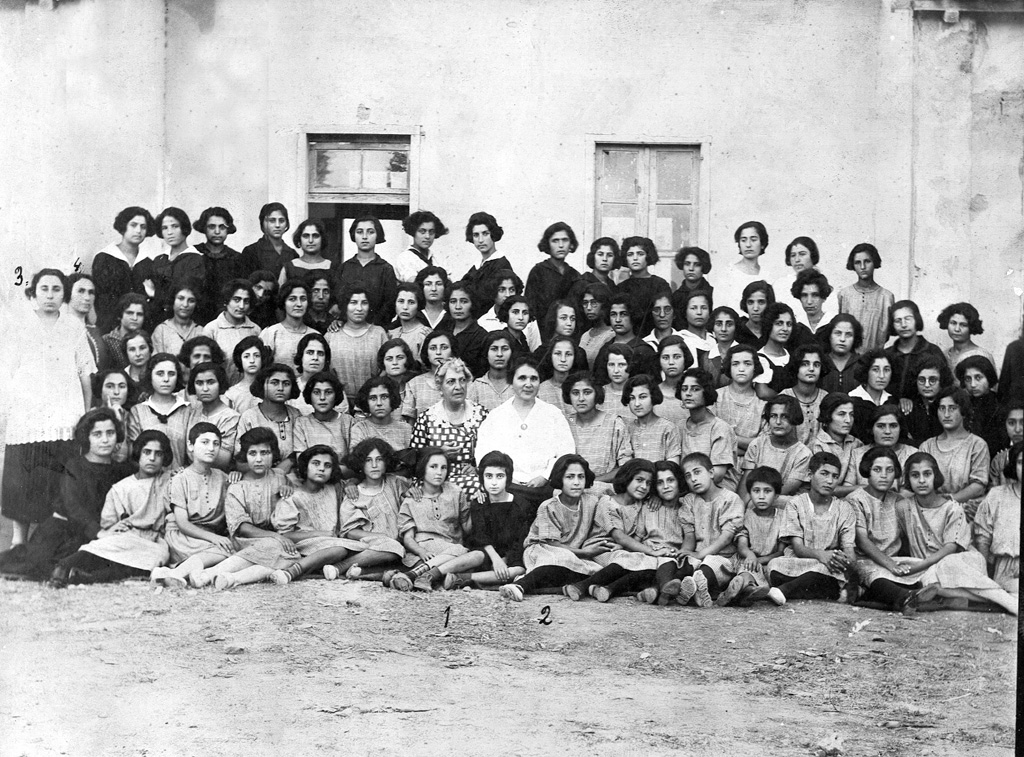
Élèves et professeurs de l'école Tebrotzassère à Salonique (Grèce) en août 1923.

#### Installation à Marseille (1924-1927)

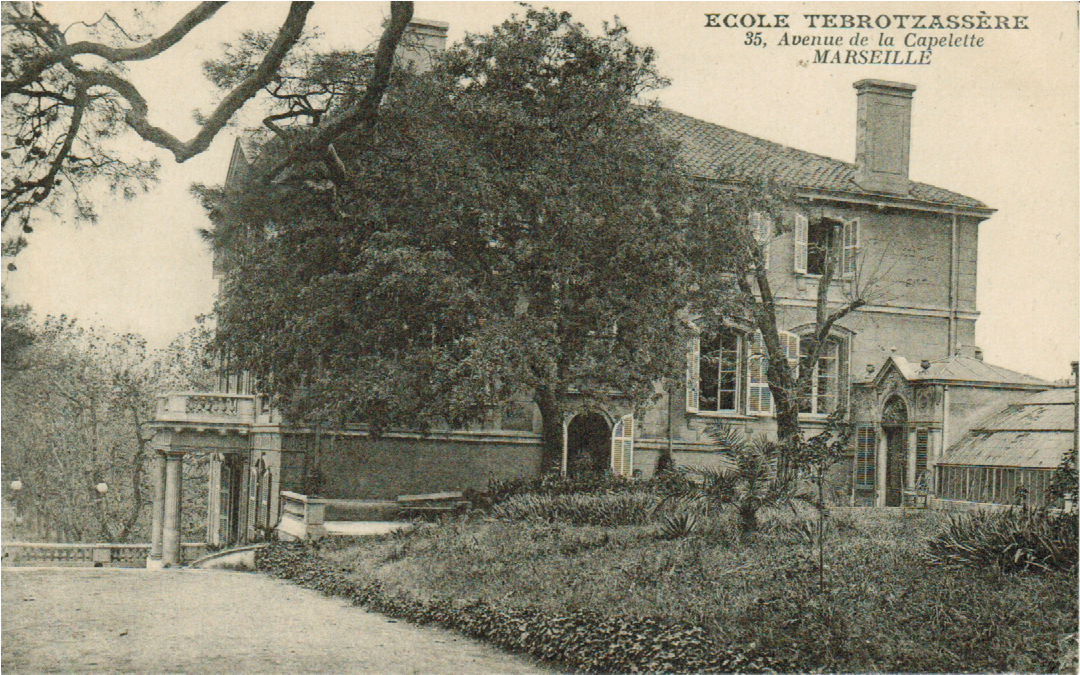
L'école Tebrotzassère au 35 avenue de la Capelette à Marseille.

En 1924, l'école arrive en France avec environ 200 orphelines et prend ses quartiers au 35 avenue de la Capelette à Marseille. Ce transfert est en partie permis grâce à l'action du Comité de protection des enfants immigrés, fondé en 1922 et présidé par le député Édouard de Warren (on compte aussi parmi ses membres l'écrivain Archag Tchobanian). Créé avec l'objectif de « secourir en France les enfants d'origine étrangère privés de soutien, de leur assurer une aide morale et une protection matérielle, et de préparer leur avenir par l'apprentissage d'un métier, en les orientant plus particulièrement vers l'agriculture », il a la charge morale des orphelines de Tebrotzassère.
En 1926, l'école accueille dans son établissement de Marseille 177 orphelines qui se trouvaient auparavant dans des orphelinats de Grèce de la Near East Foundation, alors connue sous le nom de Near East Relief (N.E.R.). Ce transfert fut le fruit d'une demande de l'A.D.A.A.E.T. et un contrat définitif est signé entre l'association et la N.E.R., contrat qui permet à l'école Tebrotzassère de recevoir des subventions de la N.E.R. « pendant une année à raison du même montant par enfant que nous dépenserions si les jeunes filles en question étaient restées dans nos orphelinats d'Athènes, Syra et Corinthe », écrit Gordon L. Berry (représentant en Europe du N.E.R.). Du 21 octobre 1924 au mois de mai 1928, à Marseille, le nombre des internes atteint 300 élèves et 65 externes. Les élèves, en plus de l'enseignement général, sont tenues de suivre des cours de couture et de tapisserie afin d'acquérir un métier.
Le 16 août 1927, le conseil d'administration décide de déposer ses statuts pour se faire reconnaître en tant qu'association. Les statuts sont effectivement déposés le 22 décembre 1927 à la Préfecture de la Seine avec pour but d'« aider au développement et instruction des jeunes filles et spécialement des orphelines arméniennes ».

#### Installation au Raincy (1928)

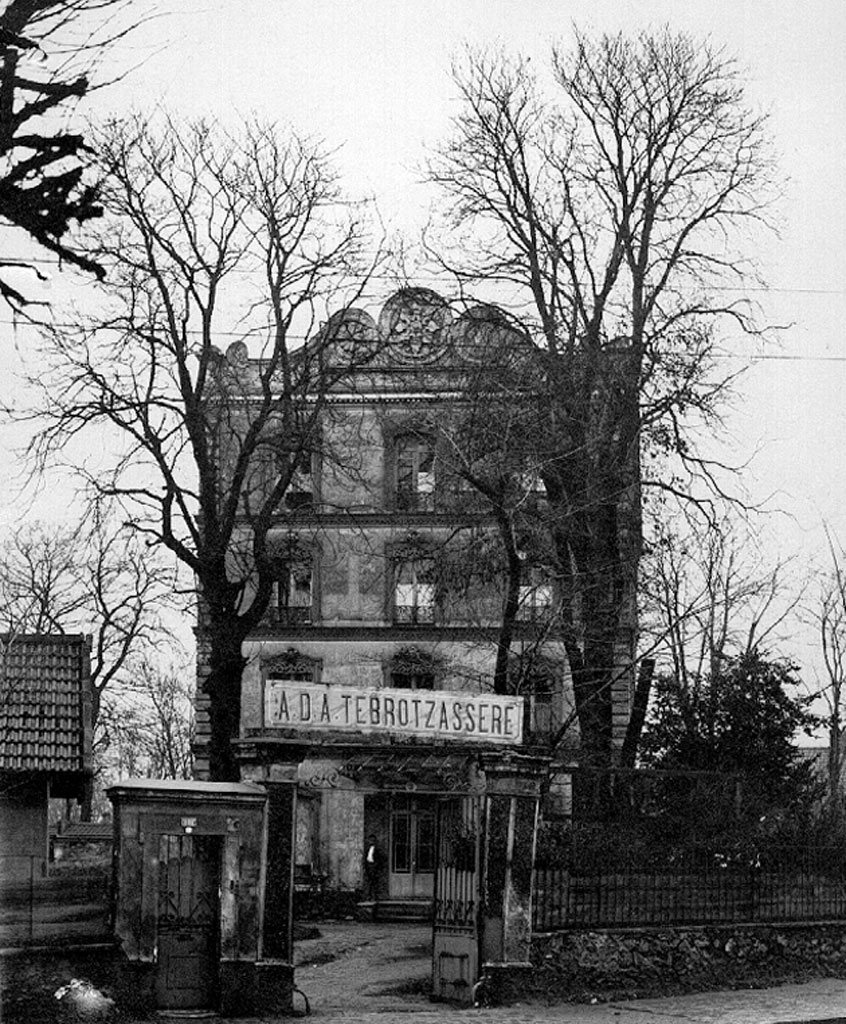
L'école Tebrotzassère au Raincy dans les années 1930.

Le 16 septembre 1928, l'école ouvre officiellement en tant que pensionnat, externat et classes enfantines au Raincy. Le transfert de l'école dans cette ville est permis en partie par un don de 50 000 francs de Noémie Kapamadjian.
Le journal L'Intransigeant rapporte que 250 orphelines s’y trouvent. Il est difficile de savoir précisément où se sont installées les orphelines à leur arrivée au Raincy, l'article de L'Intransigeant évoquant un « ancien local qui servait autrefois d'institut privé ». Cependant, il semblerait que l'école Tebrotzassère se soit rapidement établie à son adresse actuelle, au 1 Boulevard du nord, à l'emplacement du pavillon du portier de « la Porte de Paris »,, ancienne ferronnerie de Louis-Philippe. L'ensemble immobilier, que l'A.D.A.A.E.T. louait et occupait déjà depuis un certain temps, était alors en possession de Marie Louise Eugénie Adeline Tyrel de Poix, veuve du Vicomte de Lavaur de Sainte-Fortunade. Il est acquis par Dikran Khan Kélékian, riche Arménien et administrateur de l'UGAB, par l'intermédiaire de la société anonyme « Le Patrimoine immobilier » le 15 novembre 1929 au profit de l'A.D.A.A.E.T., pour la somme de 350 000 francs. L'association en devient donc locataire à titre gracieux : « cette propriété sera occupée par les Dames Tebrotzassère tant que leur association existera », c'est-à-dire qu'il leur donne par testament le droit de jouissance, à titre gratuit, de cette propriété, tant que leur association existera. Ainsi, et c'est encore le cas aujourd'hui, le terrain appartient à l'UGAB dans le cadre du legs de Dikran Kélékian, mais juridiquement, la gestion de l'école n'est pas assurée par cette première. Dans un entretien avec Nouvelles d'Arménie Magazine en 2009, Alexis Govciyan, alors président de l'UGAB Europe, rappelle ces éléments et ajoute que « Aussi, si les choses se passaient mal, si l'association qui dirige l'école était défaillante au point que son existence serait totalement remise en cause, ou bien si l'école n'existait plus, l'UGAB pourrait examiner des solutions alternatives. Mais il est absolument clair que nous ne sommes pas du tout dans ce scenario. L'UGAB ne souhaite pas vendre ce terrain. Il s'agit d'une école arménienne, et en France nous n'en avons déjà pas beaucoup ! ».
Les jeunes filles de Tebrotzassère ne peuvent être envoyées à l'école, les établissements du Raincy étant trop petits pour toutes les accueillir. C'est pourquoi le maire du Raincy, Alfonce Agard, interpelle le ministre des Affaires étrangères de l'époque, Aristide Briand, par une lettre reproduite dans L'Intransigeant, pour demander l'aide de l'État afin qu'il débloque des fonds de secours : « Je veux bien, dans toute la mesure du possible, secourir, hospitaliser, instruire tous ces enfants, mais j'estime aussi que l'État devrait, en cette circonstance, prendre à sa charge une part des dépenses supplémentaires que de ce fait nous allons avoir à supporter », écrit-il. La municipalité fait aussi appel au sénateur Louis Amiard pour communiquer cette demande. Le ministre vote ainsi début 1929 une subvention de 4 000 francs pour l'année 1929 pour aider la ville du Raincy à l'instruction des jeunes filles,. Alfonce Agard soutient l'établissement, de même que la population municipale : par exemple, le médecin de l'hôpital du Raincy s'y rend régulièrement, et les commerçants envoient des jouets aux orphelines pour le Noël de 1928.
À cette époque, les élèves suivent des cours de français, dispensés par deux institutrices françaises, mais aussi des cours de couture et de broderie. L'établissement organise des événements culturels et artistiques, comme une matinée artistique avec des chants et des danses à la salle Pleyel le 30 décembre 1928. La direction est assurée par Aguliné Boyadjian, tandis que la présidence est confiée à Mme Avédissian. L'école vit alors en grande partie des dons de la diaspora arménienne. Le journal Le Foyer, intitulé organe des Arméniens réfugiés en France, rapporte que l'école s'occupe à la fin des années 1920 de 280 orphelines (ou 380 selon un numéro de quelques mois postérieur). Le Comité de protection des enfants immigrés (auparavant financé par le Near East Relief, son financement dépend ensuite de l'UGAB avec la disparition du NER), continue de s'occuper des élèves de l'école, comme le prouve par exemple la présence des époux Lebelle, dont le mari est secrétaire général dudit comité, lors d'un mariage entre orphelins ayant lieu à l'école le 12 mars 1930.

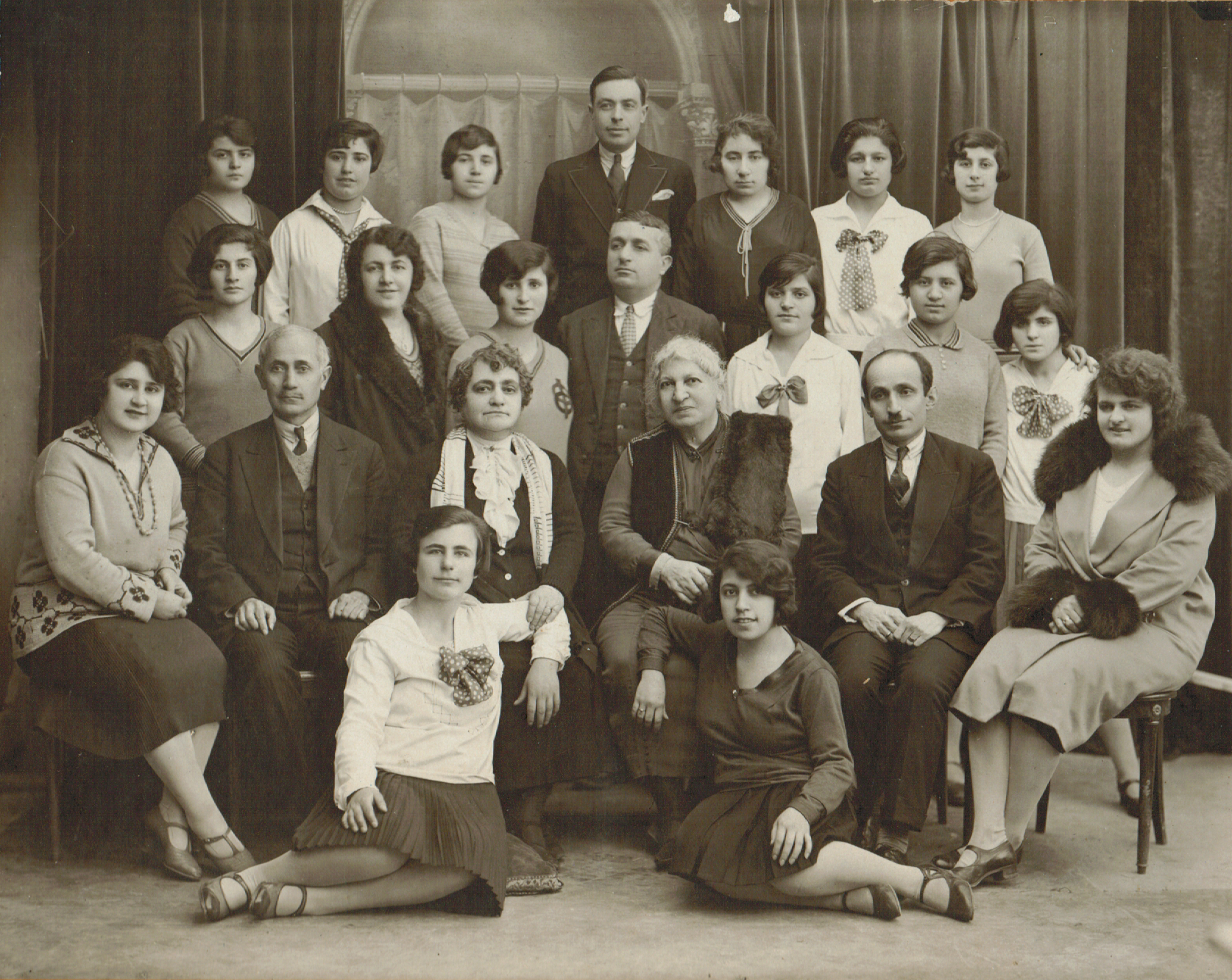
Une photo de l'équipe de l'école et de quelques élèves pour l'année scolaire 1928-1929. On peut apercevoir Mélinée Manouchian agenouillée sur la gauche.

À la fin des années 1920, il s'avère que l'école de Marseille continue de fonctionner en même temps que celle du Raincy, grâce à deux bienfaiteurs : Armenag Gulbenkian pour Marseille et Dikran Khan Kélékian pour Le Raincy.
Selon Krikor Beledian, l'écrivain et poète Nichan Béchiktachlian fait pendant un temps partie des enseignants de l'école à une date indéterminée. C'est aussi le cas de l'écrivain Aharon Dadourian, à partir de 1929, date à laquelle il s'installe à Paris, et ce jusqu'à la guerre.

### Une école qui se développe progressivement (années 1930 – aujourd'hui)
Le 29 mai 1934, il est décidé de la fermeture de l'école de Marseille. Le loyer n'ayant pu être payé par les Dames qui s'étaient vues menacées d'expulsion, Armenag Gulbenkian verse alors une somme de 1090,40 francs, ce qui permet à l'école, pour un temps, de continuer à fonctionner. Mais le 5 février 1936, Armenag Gulbenkian ne finance plus l'école de Marseille et garde le bâtiment pour lui.
Au Raincy, le 26 juin 1934, l'effectif est en baisse : il ne reste plus que 50 élèves en tout. Le 22 janvier 1935, 114 élèves fréquentent Tebrotzassère : 76 font des études, 38 font de la couture ou de la lingerie et parmi elles, 32 fréquentent une école de commerce, Porte d'Italie, où il y a 250 élèves.
Les Dames de Tebrotzassère n'hésitent pas à voyager dans des contrées lointaines pour faire des levées de fonds : Bagdad le 21 mai 1935 où elles récoltent 212 livres anglaises or ; Aguliné Boyadjian se rend en octobre 1936 en Angleterre ; une collecte est effectuée à New York en mai 1937 mais l'argent récolté y reste pour être donné à l'école en cas de besoin. Des délégués sont chargés de ramasser des fonds en Amérique, en Grèce, en Égypte, en Syrie, à Chypre, en Palestine, en Iran, en Irak et même en Inde. Aguliné Boyadjian et Pirpirian récoltent 177 000 francs (somme importante pour l'époque). Cependant, 50 000 francs d'Iran ne peuvent sortir du pays malgré l'intervention de personnes haut placées.
Cependant, malgré ces fonds récoltés, l'école fait face à de nombreux problèmes financiers et d'effectifs. Il est ainsi question de transférer l'école ailleurs, comme en Syrie dans un quartier à forte densité d'Arméniens ou à Beyrouth (réunion du 4 juin 1939), sans que cela ne se fasse.
Pendant la Seconde Guerre mondiale, l'école est fermée mais 50 pensionnaires y demeurent. À la fin de la guerre, le Ministère de l'Éducation Nationale (Académie de Paris) permet à Aguliné Boyadjian d'ouvrir le cycle secondaire de l'école, avec ouverture effective en 1948.
Entre 1965 et 1970, l'école s'agrandit avec la construction d'un bâtiment annexe qui sert ensuite de maternelle et de salle des fêtes.
En 1970, l'école devient mixte et fonctionne sous forme d'externat. En 1982, la maternelle ouvre officiellement.
À partir de 1988, et à mesure que les effectifs grossissent, l'école obtient progressivement des contrats d'association avec l'État pour chacune de ses classes.

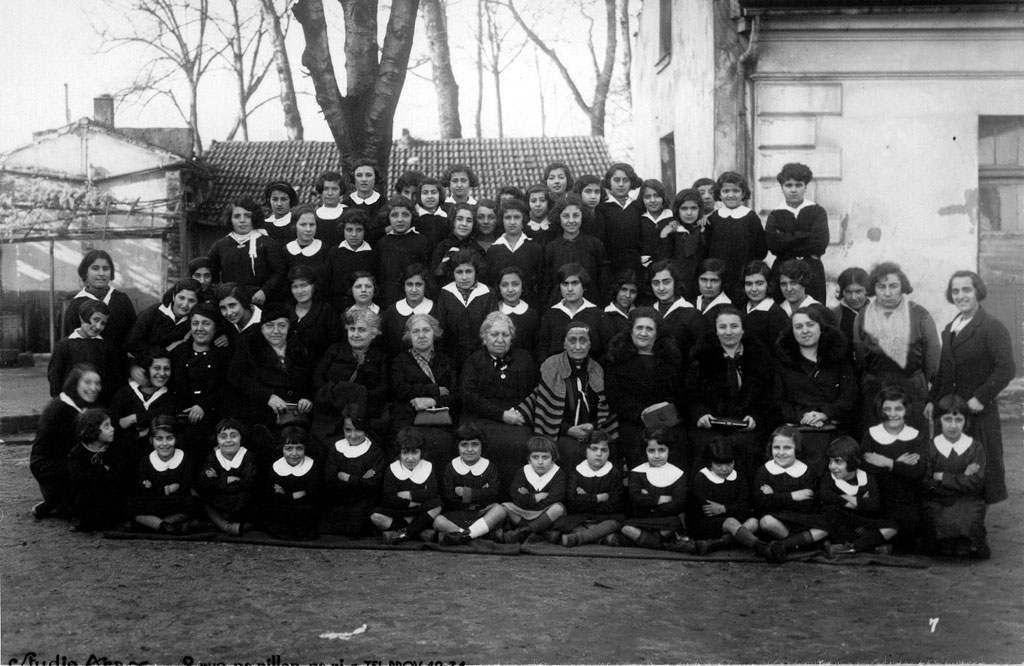
Élèves et professeurs de l'école Tebrotzassère au Raincy en 1937.
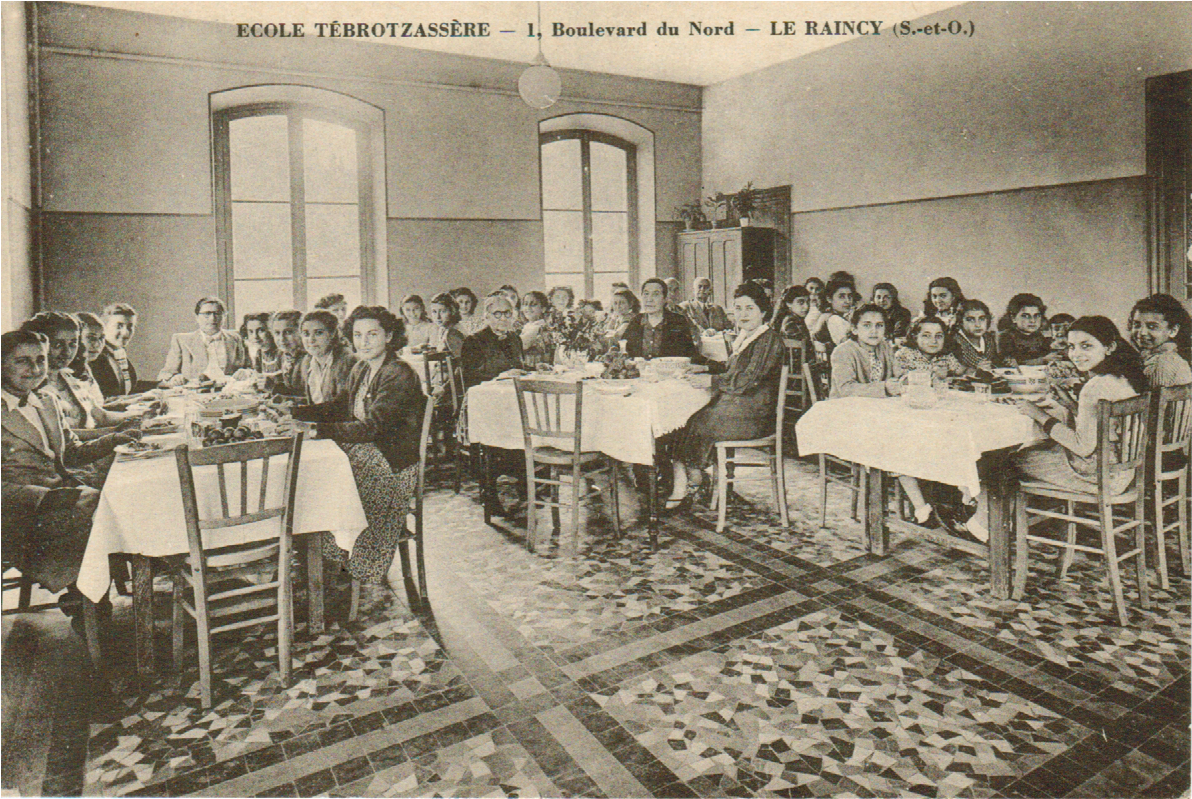
Réfectoire de l'école Tebrotzassère en 1948. On peut apercevoir Aguliné Boyadjian assise à gauche de la table du centre.
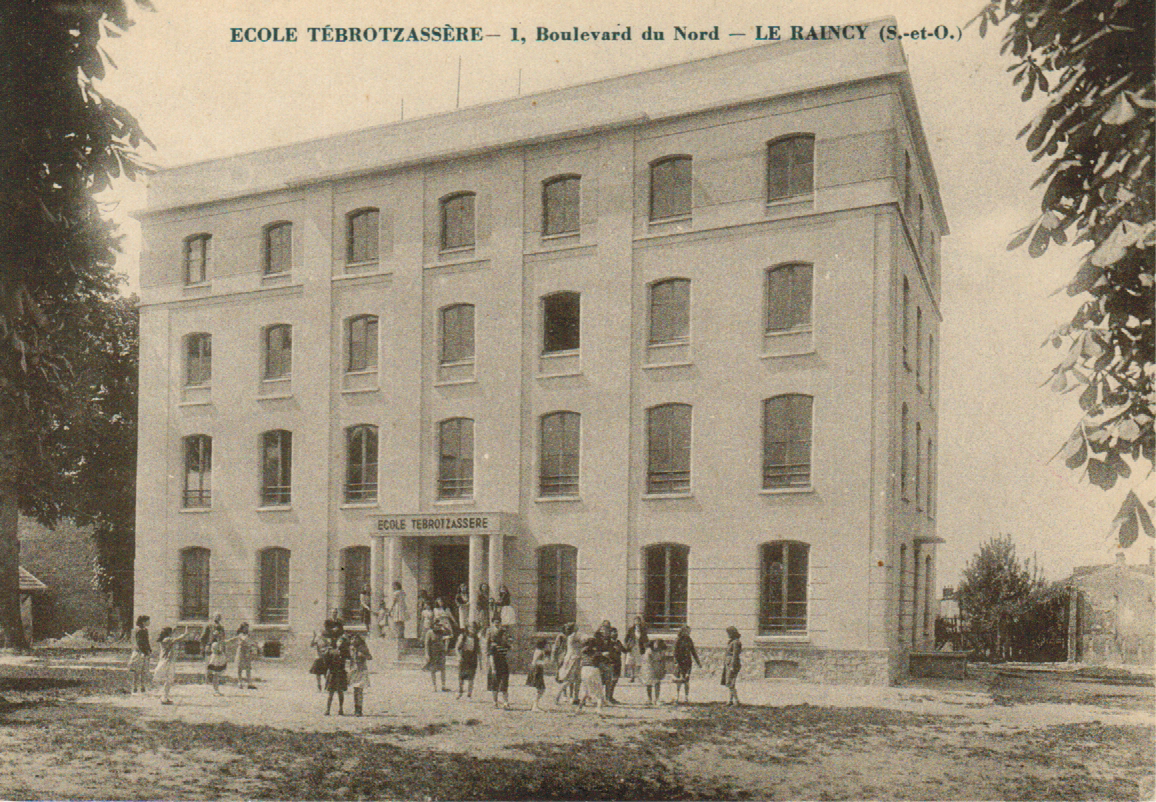
Bâtiment principal (vraisemblablement au début des années 1960).

#### Évolution des effectifs
Pour des raisons techniques, il est temporairement impossible d'afficher le graphique qui aurait dû être présenté ici.

## L’école aujourd'hui
L'école Tebrotzassère est l'une des sept écoles arméniennes de France.

### Structures
L'école Tebrotzassère se compose aujourd'hui d'un bâtiment principal de trois étages.
En 1965-1970, une souscription est lancée auprès de la communauté arménienne pour la construction d'un bâtiment préfabriqué d'environ 350 m² pour abriter une salle des fêtes. Elle est transformée en 1982 en une maternelle baptisée « Alec et Marie Manoogian » en l'honneur du couple ayant permis de financer en grande partie les travaux de réhabilitation. Cette maternelle finit par être détruite pour être complètement reconstruite et inaugurée le 24 janvier 2015,,,. Elle est nommée en hommage à Louise Le Roy Agabekian, dont le legs a largement financé sa construction. Cette maternelle est aussi un lieu de mémoire avec un khatchkar (en arménien խաչքար / khatchkar, « pierre à croix ») dédié à la mémoire des victimes du génocide des Arméniens et où a lieu tous les ans un dépôt de gerbe aux environs du 24 avril, date symbolique marquant le début du génocide (par exemple en 2015, année du centenaire).
Un projet de lycée, dont la première pierre est posée en 2006, voit aussi le jour. Cependant, du fait d'un conflit juridique qui oppose l'A.D.A.A.E.T. à l'architecte du projet, le chantier est au point mort depuis 2008.
En 2021, l'école fait face à d'importants travaux de rénovation, en particulier au nouveau du toit de son bâtiment principal : elle lève plus de 70 000 euros et reçoit 50 000 euros du Fonds arménien de France. En novembre de la même année, elle obtient le label Patrimoine d'intérêt régional « moins […] pour son patrimoine architectural que pour son patrimoine immatériel, historique et culturel ».

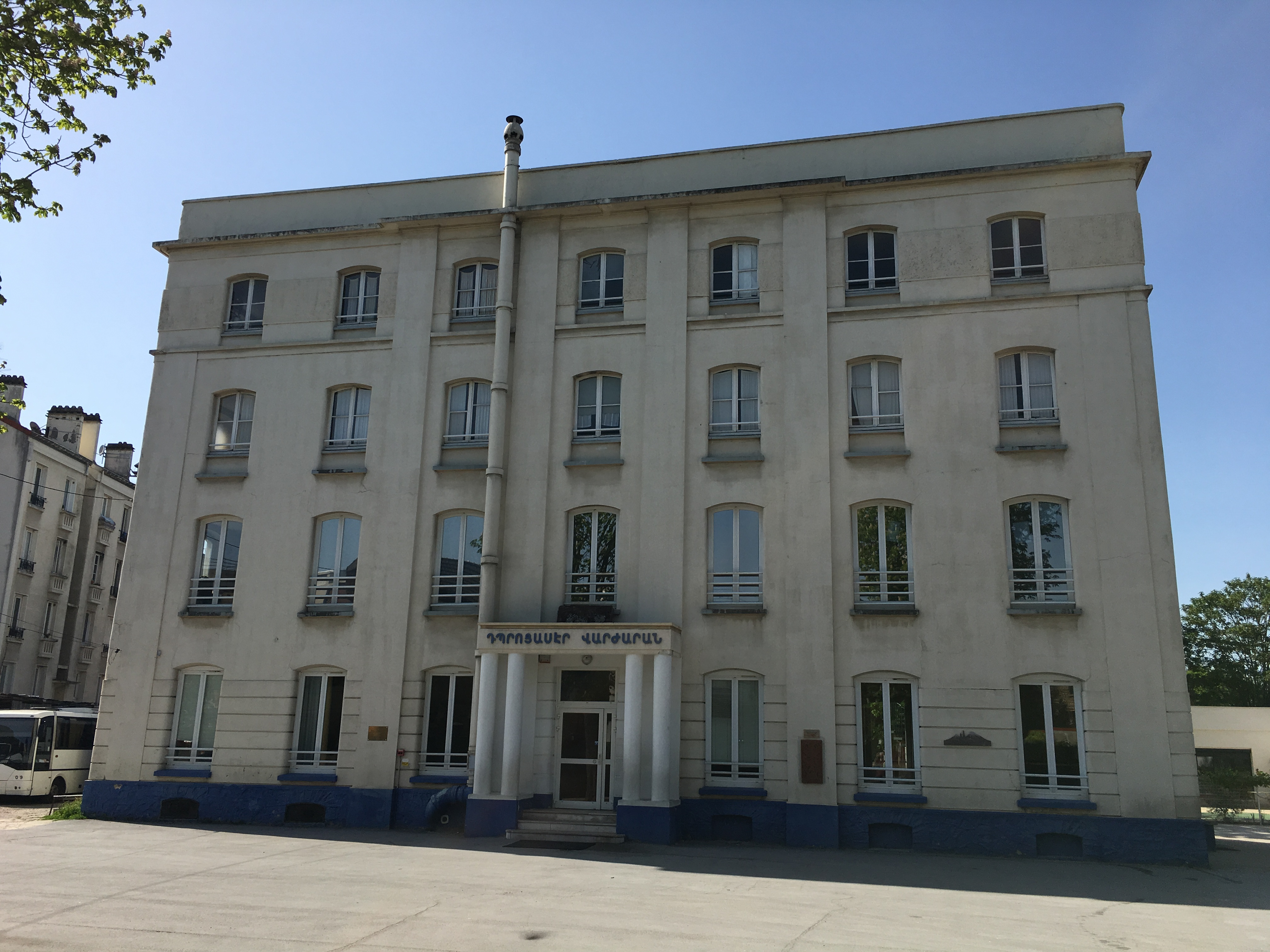
Bâtiment principal de l'école Tebrotzassère.
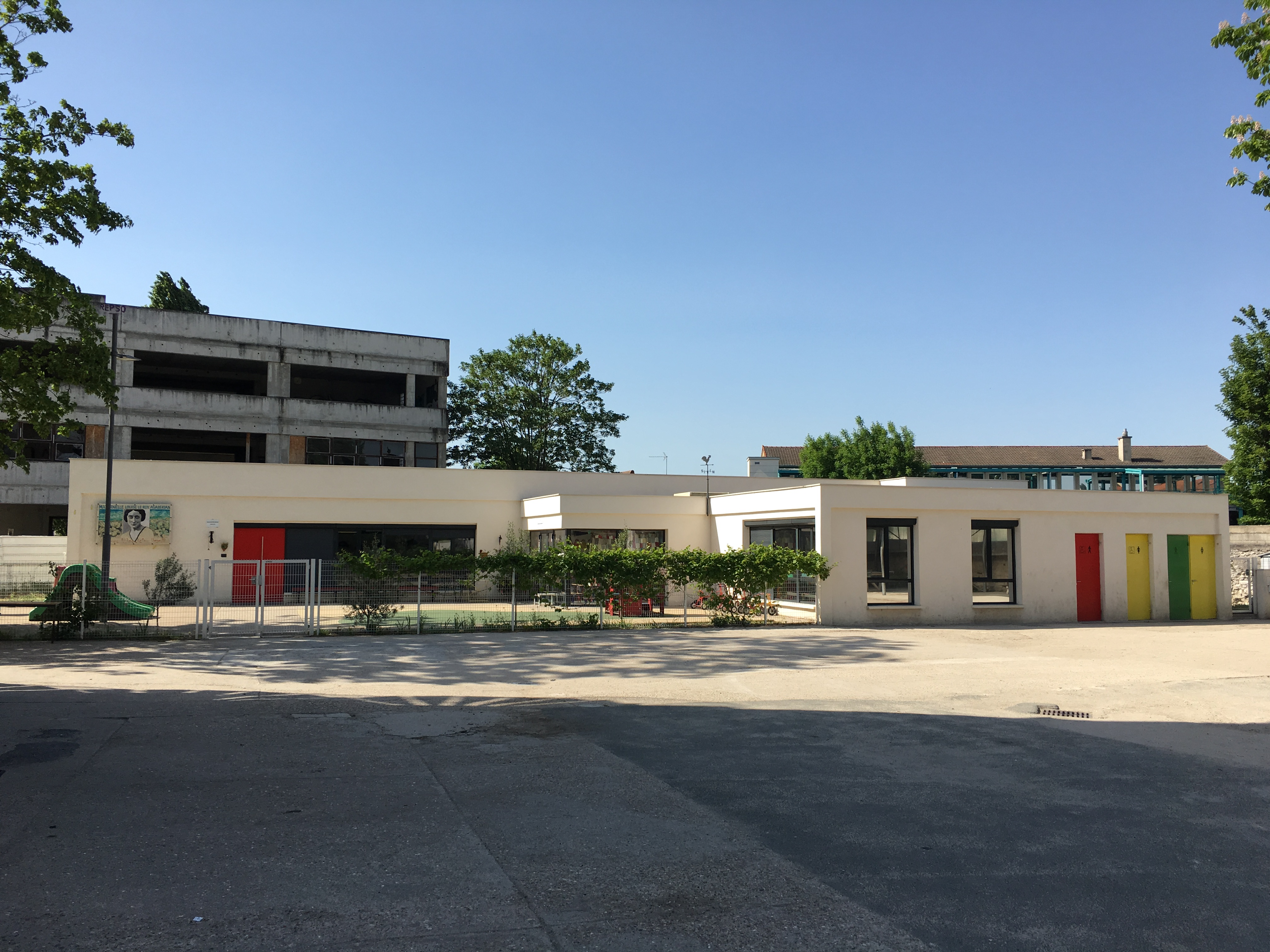
Maternelle Louise Le Roy Agabekian.
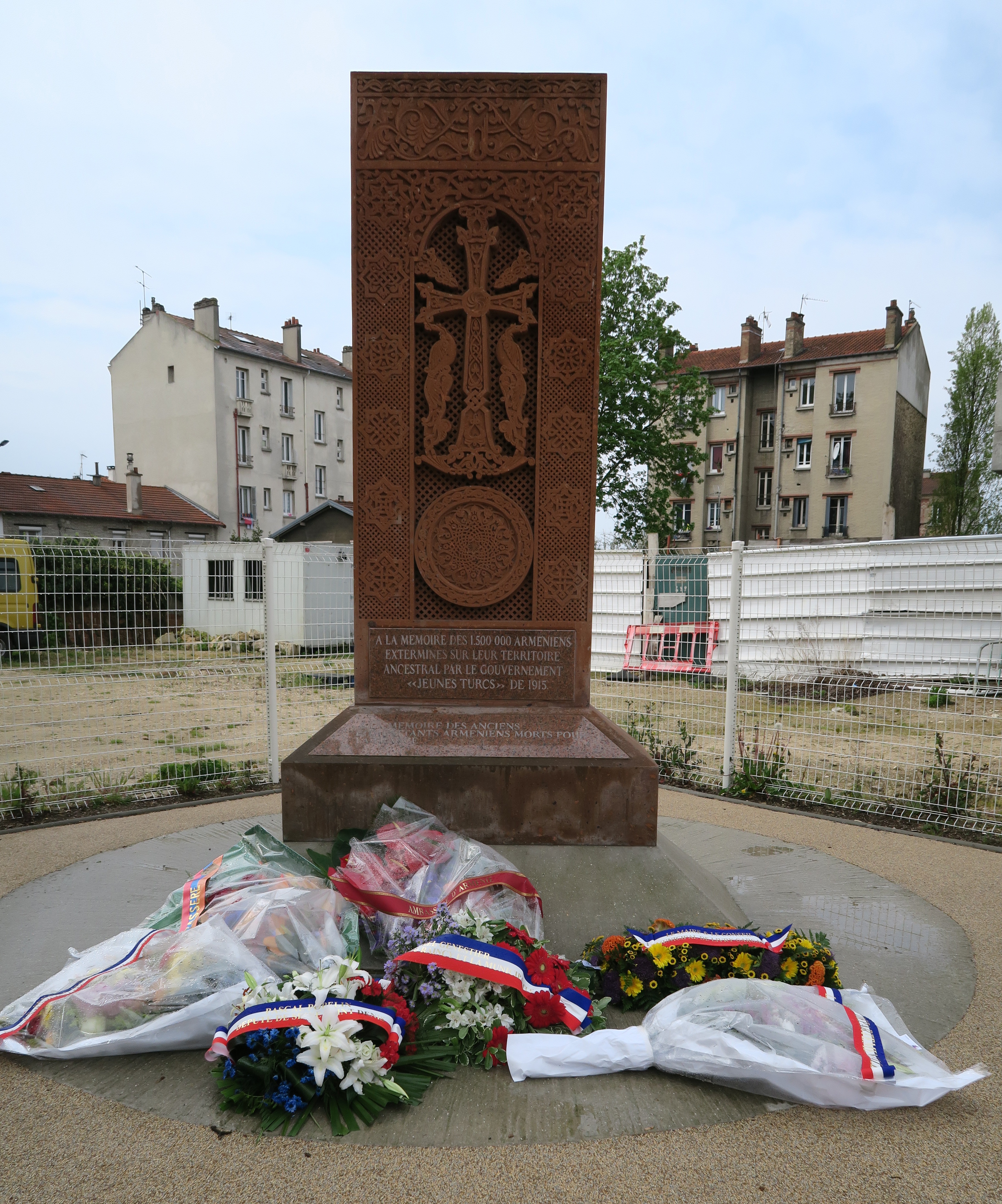
Le khatchkar lors de la commémoration du génocide arménien du 24 avril 2016.

### Enseignements
L'école Tebrotzassère est une école privée sous contrat d'association avec l'État ; elle est donc soumise aux règles et aux programmes de l'enseignement public en matière d'enseignement : les programmes sont ceux de l'Éducation nationale et les professeurs sont payés par l'État (voir enseignement privé en France).
Ce qui fait toutefois sa particularité est l'enseignement de l'arménien occidental et de l'histoire arménienne, de la maternelle au collège, par des professeurs qui ne sont eux pas rémunérés par l'Éducation nationale mais par l'A.D.A.A.E.T.

### Activités culturelles

#### Chorale
Depuis 1992, l'école Tebrotzassère s'est dotée d'une chorale dirigée par son directeur Haïg Sarkissian. Cette chorale a enregistré trois albums :
- 1998 : Les enfants du Raincy chantent Noël ;
- 1999 : Le printemps est là ;
- 2002 : Dalilo.

#### Édition
L'école publie de manière épisodique des périodiques :
- Tebrotzassère (Դպրոցասէր), sous-titré « Journal des élèves » (Աշակերտական Պարբերաթերթ), qui connaît 4 numéros entre 1975 et 1978 ;
- Parev (Բարեւ, « Bonjour »), sous-titré « Journal de l'école Tebrotzassère » (Պարբերաթերթ Դպրոցասէրի), qui connaît 5 numéros entre 1985 et 1987.

Début 2019, pour ses 140 ans, l'école édite trois ouvrages pédagogiques de ses enseignants d'arménien. Ils sont présentés le 29 mars 2019 au siège parisien de l'UGAB :
- (hy) Mesrob Adamian, Գործնական Քերականութիւն Արեւմտահայերէն Լեզուի [« Manuel pratique de grammaire d'arménien occidental »], Le Raincy, École Tebrotzassère,‎ 2019, 263 p.
- (hy) Haïg Sarkissian, Դպրոցական Երգարան [« Recueil de chants pour écoliers »], Le Raincy, École Tebrotzassère,‎ 2019, 106 p.
- (hy) Nora Baroudjian, Հայոց Պատմութիւն [« Histoire de l'Arménie »], Le Raincy, École Tebrotzassère,‎ 2019, 111 p.

#### Expositions
Dans le cadre des commémorations du centenaire du génocide des Arméniens, l'école accueille, entre les 7 et 14 mars 2015, une exposition intitulée « Nous sommes l'avenir » organisée par la Maison de la Culture Arménienne de Grenoble et du Dauphiné et consacrée aux orphelins du génocide,. Antoine Bedrossian en fut le commissaire.
Entre le 22 mars et le 11 juillet 2021, l'école Tebrotzassère est, aux côtés de la ville de Drancy, France Télévisions, Toute l'Histoire, Nouvelles d'Arménie Magazine, la Bibliothèque Nubar, les archives nationales d'Arménie et le Musée arménien de France, partenaire de l'exposition « Le Génocide des Arméniens de l'Empire ottoman » du Mémorial de la Shoah.

## Administration

### Direction[2]
- 1918-1922 : Boghos Kévorkian (aidé par une adjointe à la direction, Aguliné Boyadjian, institutrice diplômée de l'école en 1896)
- 1924 : Vahakn Itchkalatzian
- 1950-1952 : Mme Ayvazian
- …-1982 : Mme Karakachian
- 1982-1990 : Sylva Karagulian
- 1990-1997 : Garabed Dakessian
- 1997-2003 : Sylva Karagulian
- Depuis 2003 : Haïg Sarkissian

### Présidente du conseil d'administration
- 1929 : Anaïs Avedissian ; présidente d’honneur Noémie Kapamadjian
- 1945-1952 : Zarouhi Bahri ; présidente d’honneur L. Djivahirdjian
- 1952-1969 : Mania Damlamian
- 1969-1975 : Berdjouhie Mazlemian-Saghatelian
- 1975-1980 : Nora Der Agopian
- 1980-1992 : Aghavnie Yeramian
- 1993-1995 : Yvette Haar ; présidente d’honneur Aghavnie Yeramian
- 1996-2016 : Jeannine Vartanian
- Depuis 2017 : Agavni Sarikaya

## Personnalités liées à l'école

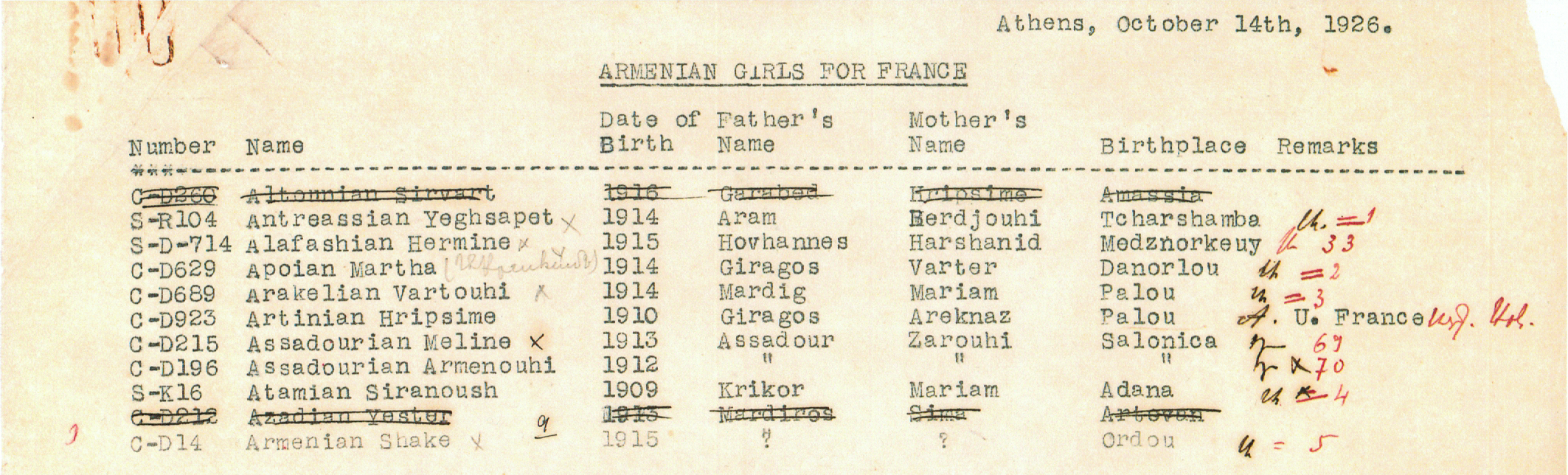
Sur ce document du Near East Relief daté du 14-10-1926 et conservé dans les archives de l'école Tebrotzassère, on peut lire les noms de Mélinée et Armenouhi Assadourian aux lignes 7 et 8.

- Mélinée Manouchian (1913-1989), résistante et veuve du résistant Missak Manouchian, et sa sœur Armène sont scolarisées à l'école Tebrotzassère à Marseille après leur arrivée en France en 1926. Elles suivent l'école au Raincy en 1929 et Mélinée obtient son certificat d'études avec mention[42]. Elle évoque son passage à l'école dans l'ouvrage qu'elle consacre à sa vie et celle de son mari, Manouchian, aux pages 27 et 28 de la première édition de 1974[42]. Ensuite, Mélinée suit une formation de secrétaire comptable et de sténodactylographie[43], tandis que sa sœur devient couturière[44].
- Louisette Texier (1913-2021), née Arpiné Hovanessian, résistante puis pilote automobile, fait partie des orphelines qui sont placées auprès de l'école alors qu'elle se situe encore à Constantinople puis qui prennent la route de l'exil jusqu'en France[45],[46].
- La chanteuse et actrice Seda Aznavour, fille de Charles Aznavour, est élève à l'école Tebrotzassère en 1955-1957.

## Événements de soutien
Le fonctionnement de l'école est en partie financé par des dons et des événements de soutien.

### Fête champêtre
Tous les ans, le dernier dimanche de juin, l'école organise une fête champêtre pour clôturer l'année. Lors de cette fête, un buffet est mis à disposition, des jeux sont organisés, tandis que les élèves préparent des spectacles pour les parents d'élèves. De plus, c'est généralement l'occasion de discours ainsi que de la remise des prix des élèves de 3e qui quittent définitivement l'établissement.
Cette fête, ou parmi ses premières itérations, est mentionnée dans deux œuvres littéraires :
- Le roman de Takvor Takvorian intitulé Arménouch ou Pèlerinage d'amour évoque sur plusieurs pages la dernière fête champêtre de l'école à Marseille avant son transfert au Raincy[47].
- Elle sert de très brève toile de fond dans l'un des épisodes du roman-feuilleton écrit par Paule Henry-Bordeaux intitulé Antaram de Trébizonde et publié dans Le Figaro dans son numéro du 4 juillet 1930[48]. Ce roman est ensuite publié sous le titre L'immortelle de Trébizonde et est réédité en 2014 par les éditions Thaddée[49], édition préfacée par l'historienne Taline Ter Minassian (qui y consacre d'ailleurs un podcast sur France Culture en 2015[50]).

### Ventes aux enchères
L'école lève parfois des fonds grâce à des ventes aux enchères d'objets d'art offerts gracieusement par des artistes : celle de février 2018,, officiée par la maison de vente Leclere, permet par exemple de réunir près de 60 000 euros.

## Associations liées à l'école

### Association des anciens élèves de l'école Tebrotzassère
L'association des anciens élèves de l’école Tebrotzassere (surnommée AETBZ) est créée le 12 juin 2016 (publication dans le Journal officiel en janvier 2017) par un groupe d'anciens élèves soucieux de faire perdurer la relation des élèves avec leur école.
Celle-ci concrétise un projet de longue date qui vise à enrichir la vie de l'école, en se concentrant sur quatre points principaux :
- Le parcours professionnel et la vie scolaire des élèves actuels : des sorties et des sessions de projets professionnels/aides pour recherche de stage sont proposées ;
- Le parcours professionnel des anciens élèves, en créant un réseau et en les aidant dans leur orientation ;
- Dans l'enceinte de l'école : des projets de rénovation de l'école sont réalisés (peintures des salles[56]…) ;
- Le rassemblement et la sensibilisation des anciens élèves : des événements et soirées sont organisés, que ce soit au sein de l'école ou en-dehors. L'objectif de ces événements est d'une part de maintenir et développer le réseau des anciens élèves que ce soit professionnellement ou personnellement, et d'autre part de soutenir l'école humainement et si possible financièrement.

## Jumelage
- Depuis fin octobre 2017, l’école Tebrotzassère est jumelée avec l'école Stepan Zorian d'Erevan (Arménie)[57].

## Accès
- L'école Tebrotzassère se trouve à proximité de la station « Les Pavillons-sous-Bois » du Tram T4.